# 가네가사키촌
가네가사키촌(金ヶ崎村)은 이시카와현 가시마군에 설치되었던 촌이다. 현재의 나나오시에 해당한다.

## 역사
- 1889년 4월 1일 - 정촌제 시행에 의해 3개 촌의 구역을 가지고 성립하였다.
- 1954년 3월 31일 - 구 다쓰루하마정, 소마촌과 합병해, 새로운 다쓰루하마정이 성립하여, 동일 가네가사키촌은 폐지되었다.

## 인구
| 년     | 세대수 | 인구  |
| ------ | ------ | ----- |
| 1889년 | 227    | 1,148 |
| 1920년 | 243    | 1,302 |
| 1953년 | 301    | 1,452 |

## 교통

### 도로
- 국도 제249호선